# أنتوني أرمسترونغ (لاعب كرة قدم أمريكية)
أنتوني أرمسترونغ (بالإنجليزية: Anthony Armstrong)‏ هو لاعب كرة قدم أمريكية أمريكي، ولد في 29 مارس 1983 في غرينكاسل في الولايات المتحدة.

## وصلات خارجية
- أنتوني أرمسترونغ على موقع مرجع كرة القدم المحترفة.كوم (الإنجليزية)